# Похвальщина
Похвальщина (рос. Похвальщина) — присілок в Псковському районі Псковської області Російської Федерації.
Населення становить 558 осіб. Входить до складу муніципального утворення Ядровська волость.

## Історія
Від 2015 року входить до складу муніципального утворення Ядровська волость.

## Населення
| 2001 | 2002 | 2010 | 2016 |
| ---- | ---- | ---- | ---- |
| 497  | ↘478 | ↘477 | ↗558 |